# SEAT Altea
SEAT Altea – samochód osobowy typu minivan klasy kompaktowej produkowany przez hiszpańską markę SEAT w latach 2004 - 2015.

## Historia i opis modelu

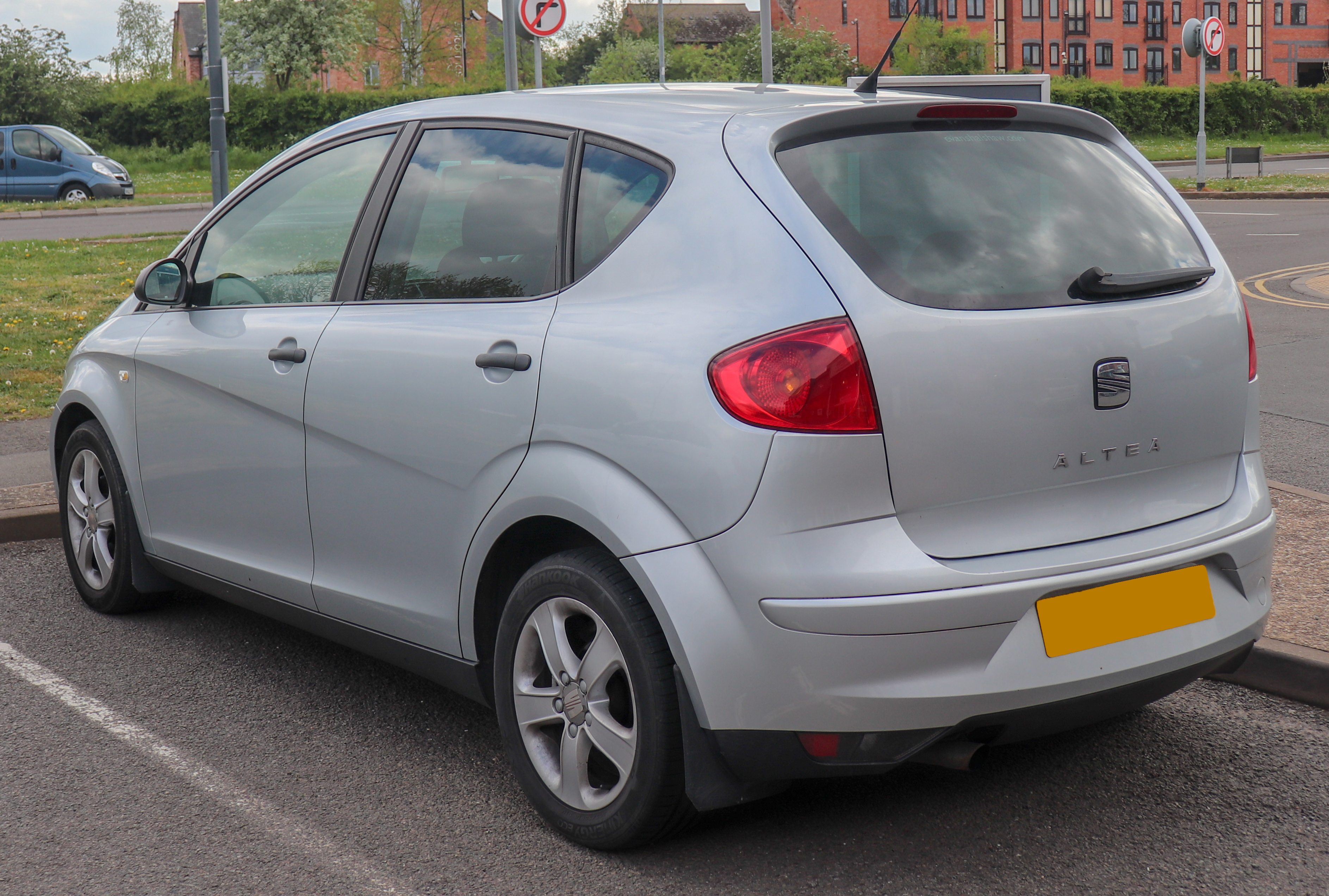
SEAT Altea - tył

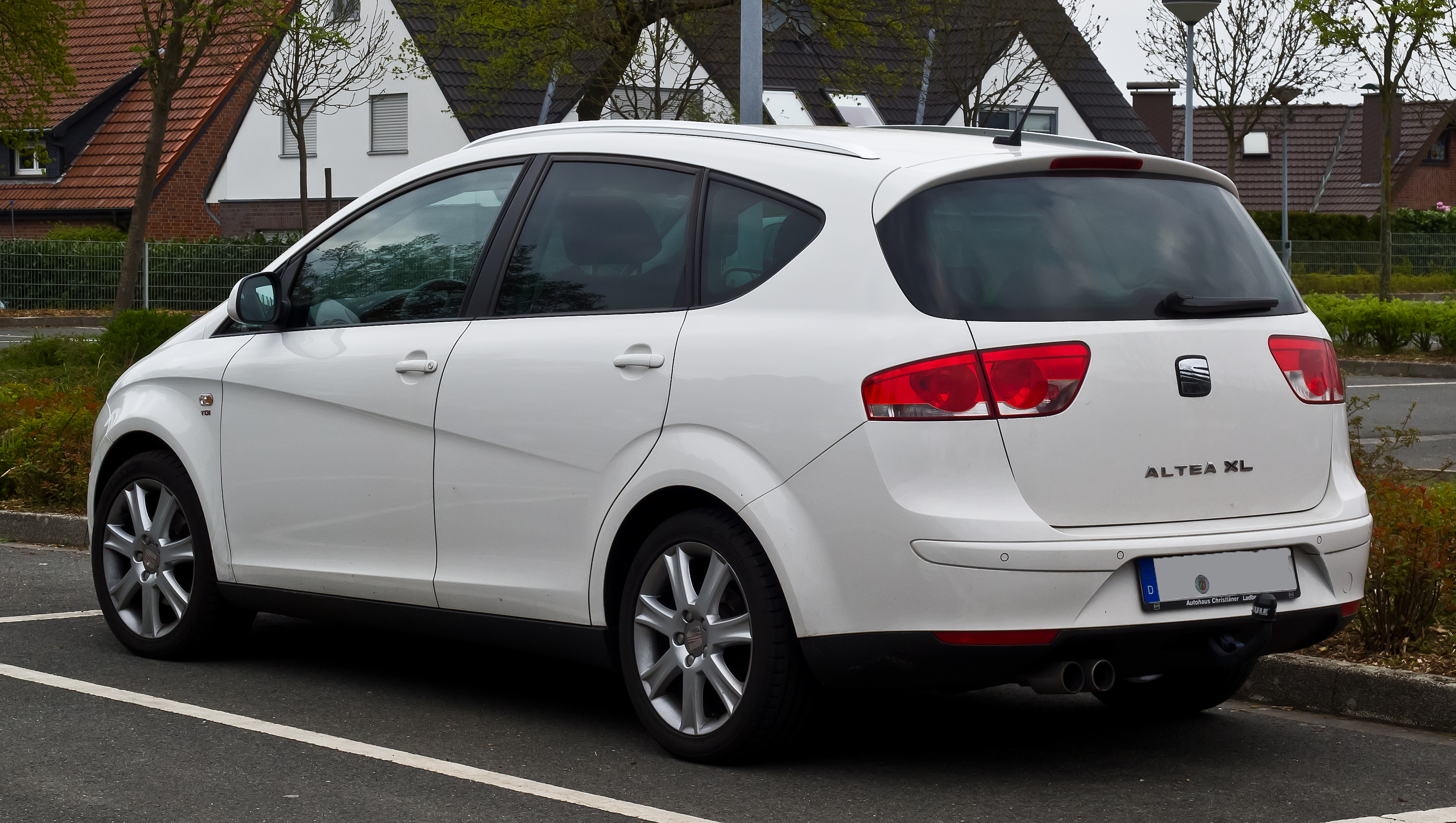
SEAT Altea XL

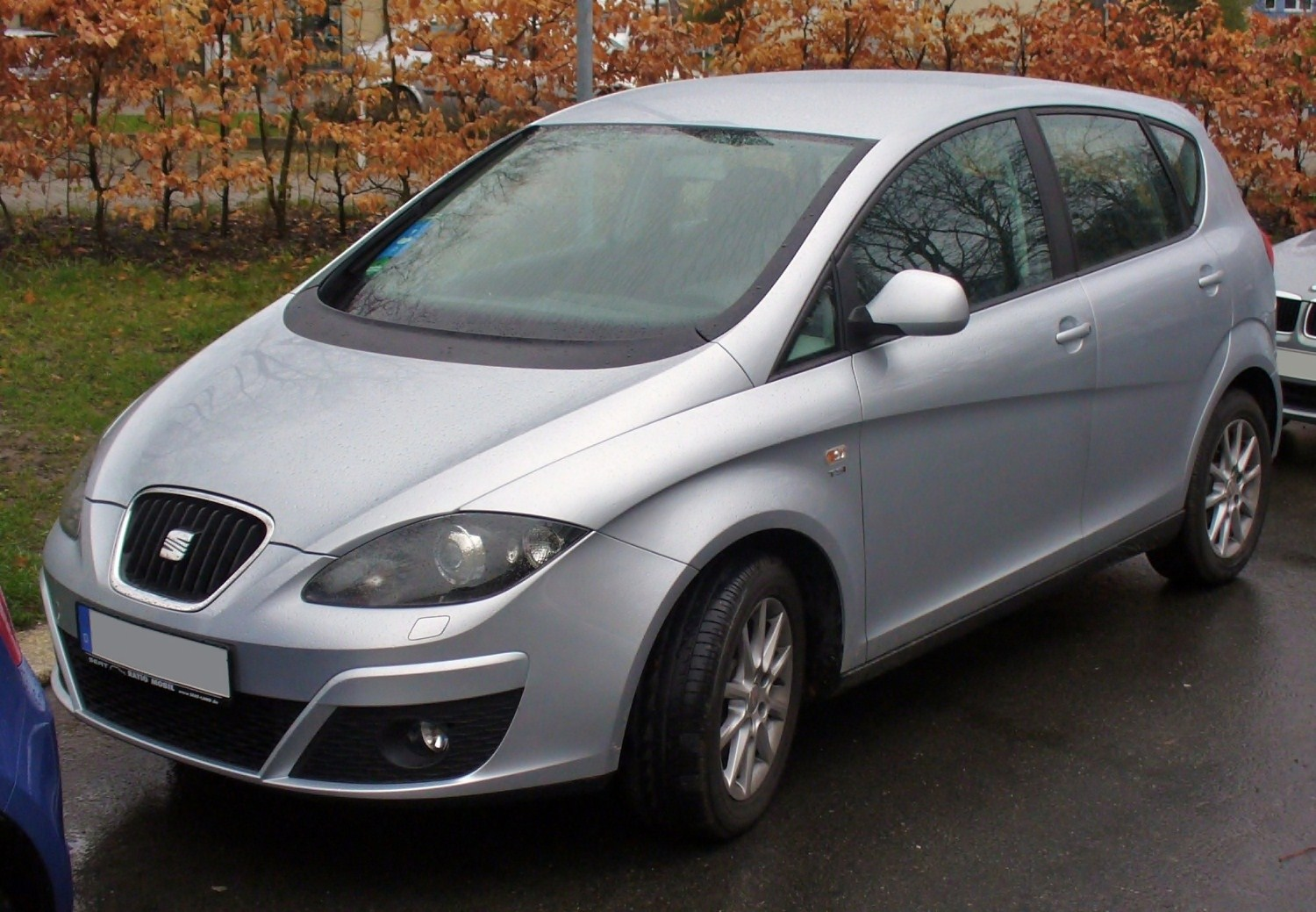
SEAT Altea po liftingu

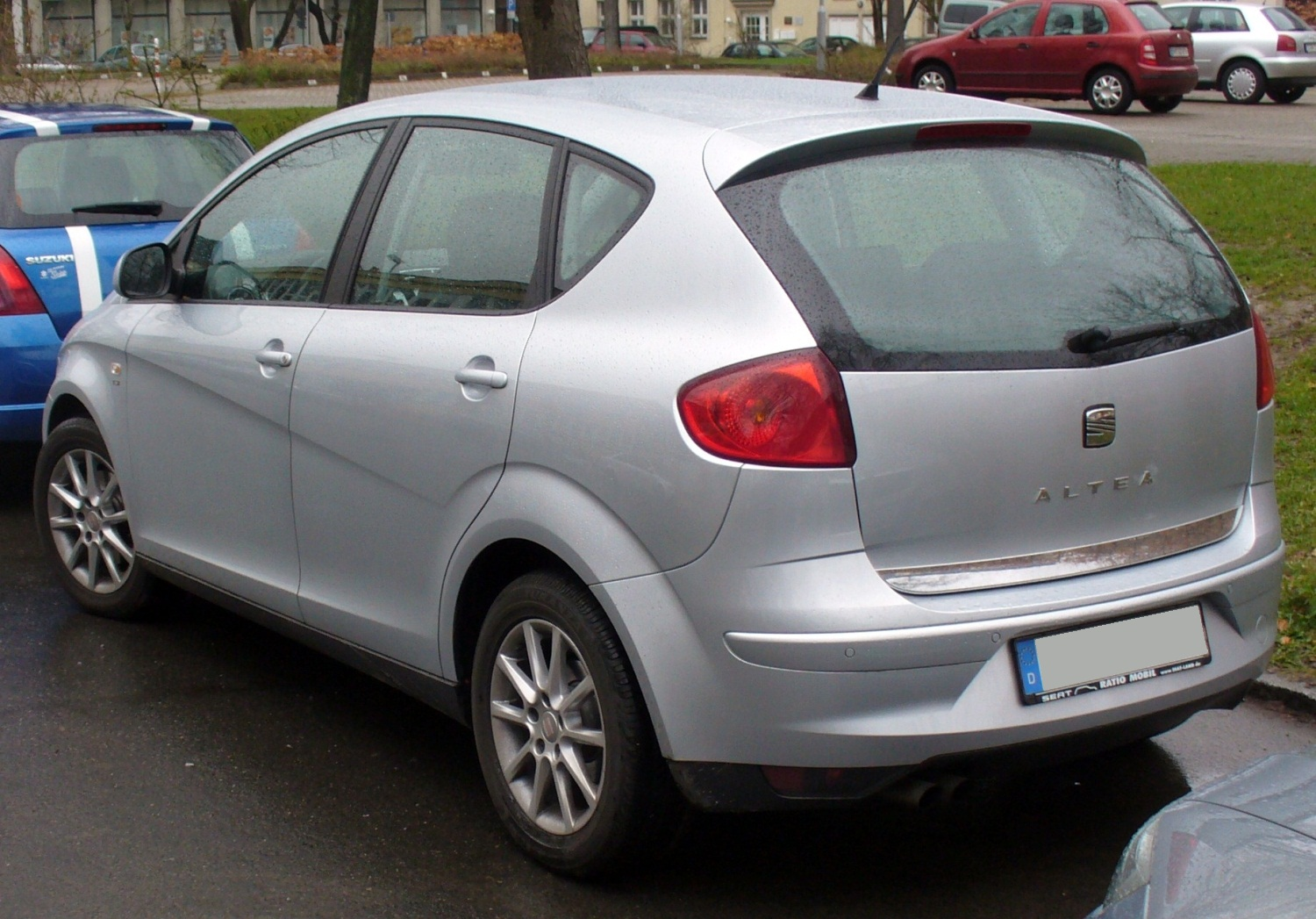
SEAT Altea - tył po liftingu

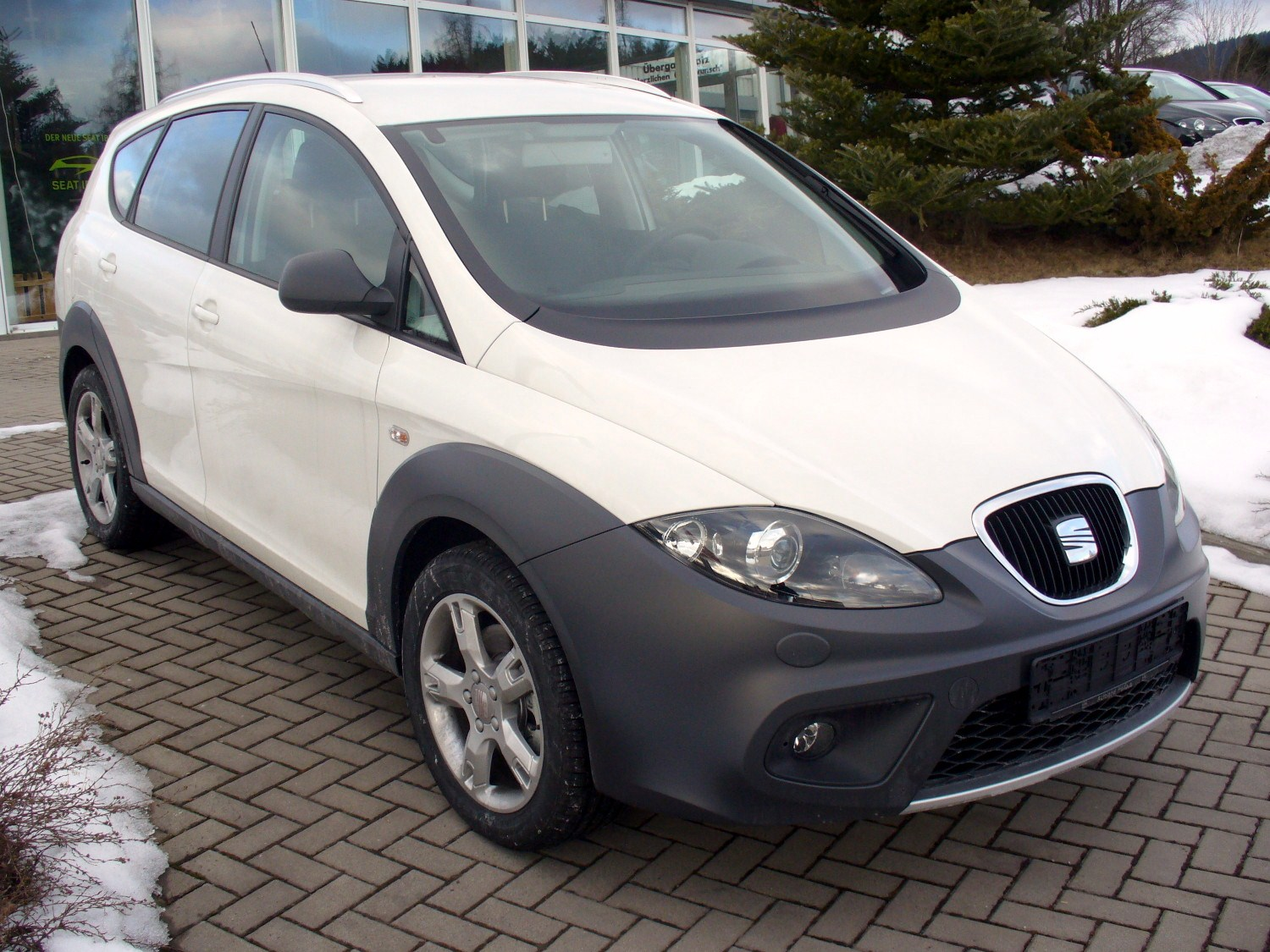
SEAT Altea Freetrack

Samochód zbudowany został na płycie podłogowej PQ35, która wykorzystana została do budowy m.in. Audi A3, Seata León, Volkswagena Golf V oraz Tourana. Auto zaprojektowane zostało przez Waltera de'Silvę jako pierwszy w historii marki sportowy, rodzinny minivan (segment MSV - Multi Sport Vehicle). Poprzedził jest koncept o nazwie Altea Prototipo zaprezentowany podczas targów motoryzacyjnych we Frankfurcie w 2003 roku. Pojazd wprowadzony został do produkcji w 2004 roku. 
W 2006 roku do gamy modelowej pojazdu wprowadzona została wydłużona wersja XL. W tym samym czasie zaprezentowana została praktyczna wersja pojazdu z podwyższonym prześwitem Freetrack. 
W marcu 2009 roku auto przeszło face lifting. Przeprojektowane zostały zderzaki, atrapa chłodnicy oraz reflektory. Powiększona została także tylna szyba. Przeprojektowano także konsolę środkową oraz zmieniono kierownicę, a także zwiększono moc silnika 2.0 TFSI z 200 do 211 KM. W 2015 roku zakończono produkcję pojazdu.

### Altea XL
SEAT Altea XL zaprezentowany został w 2006 roku jako poszerzenie gamy modelowej pojazdu. Altea XL wyróżnia się od podstawowego modelu dłuższym nadwoziem, inaczej zaprojektowanym tyłem pojazdu oraz innymi lampami. Auto wydłużone zostało o prawie 190 mm, przy niezmienionym rozstawie osi.

### Altea Freetrack
SEAT Altea Freetrack to połączenie klasycznego minivana z SUV-em. Auto bazuje na modelu XL, jednak wyróżnia się nakładkami na zderzakach i błotnikach oraz wyposażone jest w 17-calowe alufelgi. Pojazd wyróżnia także potężna atrapa chłodnicy oraz dwie końcówki układu wydechowego.

### Wyposażenie
- Reference
- Sport
- Stylance
- Sport-up
- Copa
- FR

Standardowe wyposażenie podstawowej wersji pojazdu obejmuje m.in. 6 poduszek powietrznych oraz system ABS z TCS.
W zależności od wersji wyposażeniowej, pojazd wyposażony może być opcjonalnie w m.in. światła przeciwmgłowe z funkcją doświetlania zakrętów, wielofunkcyjną kierownicę, przednie fotele z regulacją lędźwiową, złącze USB oraz klimatyzację automatyczną, a także system nawigacji satelitarnej z łączem Bluetooth i skórzaną tapicerkę.

### Dane techniczne
| Wersja                | Silnik:                   | Układ zasilania:   | Średnica × skok tłoka: | St. sprężania:     | Moc maksymalna:                         | Maks. moment obrotowy           | 0-100 km/h:        | V-max:             |
| Silniki benzynowe:    | Silniki benzynowe:        | Silniki benzynowe: | Silniki benzynowe:     | Silniki benzynowe: | Silniki benzynowe:                      | Silniki benzynowe:              | Silniki benzynowe: | Silniki benzynowe: |
| --------------------- | ------------------------- | ------------------ | ---------------------- | ------------------ | --------------------------------------- | ------------------------------- | ------------------ | ------------------ |
| 1.4 TSI               | R4 1,4 l (1390 cm³), SOHC | wtrysk FSI         | 76,50 mm × 75,60 mm    | 10,0:1             | 125 KM (92 kW) przy 5000 obr./min       | 200 N•m przy 1500-4000 obr./min | 10,3 s             | 194 km/h           |
| 1.6                   | R4 1,6 l (1595 cm³), SOHC | wtrysk             | 81,00 mm × 77,40 mm    | 10,5:1             | 102 KM (75 kW) przy 5600 obr./min       | 148 N•m przy 3800 obr./min      | 12,8 s             | 181 km/h           |
| 1.8 TFSI              | R4 1,8 l (1798 cm³), DOHC | wtrysk             | 82,50 mm × 84,10 mm    | 10,5:1             | 160 KM (118 kW) przy 5000-6000 obr./min | 250 N•m przy 1500-4200 obr./min | 8,6 s              | 210 km/h           |
| 2.0 FSI               | R4 2,0 l (1984 cm³), DOHC | wtrysk FSI         | 82,50 mm × 92,80 mm    | 11,5:1             | 150 KM (110 kW) przy 6000 obr./min      | 200 N•m przy 3500 obr./min      | 9,6 s              | 206 km/h           |
| 2.0 TSI               | R4 2,0 l (1984 cm³), DOHC | wtrysk FSI         | 82,50 mm × 92,80 mm    | 10,3:1             | 200 KM (147 kW) przy 5100 obr./min      | 280 N•m przy 1800-5000 obr./min | 7,5 s              | 214 km/h           |
| Silniki wysokoprężne: |                           |                    |                        |                    |                                         |                                 |                    |                    |
| 1.9 TDI               | R4 1,9 l (1896 cm³), SOHC | Pompowtrysk        | 79,50 mm × 95,50 mm    | 19,0:1             | 105 KM (77 kW) przy 4000 obr./min       | 250 N•m przy 1900 obr./min      | 12,3 s             | 183 km/h           |
| 2.0 TDI PD            | R4 2,0 l (1968 cm³), SOHC | Pompowtrysk        | 81,00 mm × 95,50 mm    | 18,5:1             | 140 KM (103 kW) przy 4000 obr./min      | 320 N•m przy 1750-2500 obr./min | 9,9 s              | 201 km/h           |
| 2.0 TDI CR            | R4 2,0 l (1968 cm³), DOHC | Wtrysk Common Rail | 81,00 mm × 95,50 mm    | 18,5:1             | 170 KM (125 kW) przy 4200 obr./min      | 350 N•m przy 1800 obr./min      | 8,7 s              | 211 km/h           |